# Альбі (Тарн)
Альбі́ (фр. Albi) — місто та муніципалітет у Франції, у регіоні Окситанія, адміністративний центр департаменту Тарн. Населення — 49 714 осіб (01.01.2021).
Муніципалітет розташований на відстані близько 550 км на південь від Парижа, 70 км на північний схід від Тулузи.

## Визначні місця

У старому місті розташований Єпископський палац (Palais de la Berbie), що входить до Списку світової спадщини ЮНЕСКО разом з архітектурним ансамблем Єпископського кварталу. У палаці розташований музей уродженця Альбі художника Тулуза-Лотрека, в якому окрім його полотен виставлені роботи Едгара Дега та Огюста Родена. Заслуговує на увагу собор Сент-Сесіль та церква Сен-Сальві.

## Історія
До 2015 року муніципалітет перебував у складі регіону Південь-Піренеї. Від 1 січня 2016 року належить до нового об'єднаного регіону Окситанія.

## Клімат
Місто знаходиться у зоні, котра характеризується морським кліматом. Найтепліший місяць — липень із середньою температурою 22.3 °C (72.1 °F). Найхолодніший місяць — січень, із середньою температурою 5.4 °С (41.7 °F).
| Клімат Альбі            | Клімат Альбі | Клімат Альбі | Клімат Альбі | Клімат Альбі | Клімат Альбі | Клімат Альбі | Клімат Альбі | Клімат Альбі | Клімат Альбі | Клімат Альбі | Клімат Альбі | Клімат Альбі | Клімат Альбі |
| Показник                | Січ.         | Лют.         | Бер.         | Квіт.        | Трав.        | Черв.        | Лип.         | Серп.        | Вер.         | Жовт.        | Лист.        | Груд.        | Рік          |
| Абсолютний максимум, °C | 19,5         | 24,7         | 28,3         | 29,9         | 33,5         | 38,8         | 40,8         | 41,4         | 36,4         | 31,4         | 25,2         | 21           | 41,4         |
| Середній максимум, °C   | 9,4          | 11,2         | 14,7         | 17,4         | 21,6         | 25,5         | 28,7         | 28,4         | 24,7         | 19,7         | 13,2         | 9,8          | 18,7         |
| Середня температура, °C | 5,4          | 6,5          | 9,3          | 11,8         | 15,9         | 19,6         | 22,3         | 22           | 18,5         | 14,6         | 9,1          | 6            | 13,4         |
| Середній мінімум, °C    | 1,4          | 1,7          | 3,8          | 6,2          | 10,2         | 13,6         | 15,8         | 15,6         | 12,3         | 9,5          | 4,9          | 2,1          | 8,1          |
| Абсолютний мінімум, °C  | −20,4        | −12          | −9,8         | −2,9         | −0,2         | 4,3          | 6,5          | 4,9          | 1            | −2,7         | −9,4         | −10,5        | −20,4        |
| Норма опадів, мм        | 91.9         | 79.8         | 78.7         | 90.8         | 95.7         | 77.5         | 65.6         | 75           | 74.1         | 93.4         | 101.3        | 99.7         | 1023.5       |
| ----------------------- | ------------ | ------------ | ------------ | ------------ | ------------ | ------------ | ------------ | ------------ | ------------ | ------------ | ------------ | ------------ | ------------ |
| Джерело: Weatherbase    |              |              |              |              |              |              |              |              |              |              |              |              |              |

## Демографія
Динаміка населення (Cassini і INSEE ):
Розподіл населення за віком та статтю (2006):
| Стать | Всього | До 15 років | 15-24 | 25-44 | 45-64 | 65-85 | Понад 85 |
| --- | ------ | ----------- | ----- | ----- | ----- | ----- | -------- |
| Чоловіки | 22 295 | 3418        | 3649  | 5273  | 5446  | 4023  | 486      |
| Жінки | 26 438 | 3320        | 3781  | 5634  | 6790  | 5733  | 1180     |
| \| Статево-вікова піраміда \| Статево-вікова піраміда \| Статево-вікова піраміда \| \| ----------------------- \| ----------------------- \| ----------------------- \| \| Чоловіки \| Вік \| Жінки \| \| 486 \| 85 + \| 1180 \| \| 701 \| 80-84 \| 1288 \| \| 1065 \| 75-79 \| 1572 \| \| 1203 \| 70-74 \| 1522 \| \| 1054 \| 65-69 \| 1351 \| \| 1173 \| 60-64 \| 1456 \| \| 1451 \| 55-59 \| 1814 \| \| 1322 \| 50-54 \| 1765 \| \| 1500 \| 45-49 \| 1755 \| \| 1330 \| 40-44 \| 1539 \| \| 1304 \| 35-39 \| 1391 \| \| 1270 \| 30-34 \| 1361 \| \| 1369 \| 25-29 \| 1343 \| \| 1759 \| 20-24 \| 1761 \| \| 1890 \| 15-20 \| 2020 \| \| 1202 \| 10-14 \| 1234 \| \| 1083 \| 5-9 \| 1061 \| \| 1133 \| 0-4 \| 1025 \| |        |             |       |       |       |       |          |
| Статево-вікова піраміда |        |             |       |       |       |       |          |
| Чоловіки | Вік    | Жінки       |       |       |       |       |          |
| 486 | 85 +   | 1180        |       |       |       |       |          |
| 701 | 80-84  | 1288        |       |       |       |       |          |
| 1065 | 75-79  | 1572        |       |       |       |       |          |
| 1203 | 70-74  | 1522        |       |       |       |       |          |
| 1054 | 65-69  | 1351        |       |       |       |       |          |
| 1173 | 60-64  | 1456        |       |       |       |       |          |
| 1451 | 55-59  | 1814        |       |       |       |       |          |
| 1322 | 50-54  | 1765        |       |       |       |       |          |
| 1500 | 45-49  | 1755        |       |       |       |       |          |
| 1330 | 40-44  | 1539        |       |       |       |       |          |
| 1304 | 35-39  | 1391        |       |       |       |       |          |
| 1270 | 30-34  | 1361        |       |       |       |       |          |
| 1369 | 25-29  | 1343        |       |       |       |       |          |
| 1759 | 20-24  | 1761        |       |       |       |       |          |
| 1890 | 15-20  | 2020        |       |       |       |       |          |
| 1202 | 10-14  | 1234        |       |       |       |       |          |
| 1083 | 5-9    | 1061        |       |       |       |       |          |
| 1133 | 0-4    | 1025        |       |       |       |       |          |

## Економіка
У 2007 році серед 30781 особи у працездатному віці (15-64 років) 20051 була активна, 10730 — неактивні (показник активності 65,1 %, у 1999 році було 66,1 %). З 20051 активної працювало 17368 осіб (8659 чоловіків та 8709 жінок), безробітних було 2683 (1248 чоловіків та 1435 жінок). Серед 10730 неактивних 4596 осіб було учнями чи студентами, 2981 — пенсіонером, 3153 були неактивними з інших причин.
У 2010 році в муніципалітеті налічувалось 22865 оподаткованих домогосподарств, у яких проживали 46029,5 особи, медіана доходів виносила 17 939 євро на одного особоспоживача

## Персоналії
- Анрі Тулуз-Лотрек (1864—1901) — французький живописець, постімпресіоніст
- П'єр Бенуа (1886—1962) — французький письменник.

## Галерея зображень

Панорама міста Альбі

Традиційне фахверкове та цегляне житло.
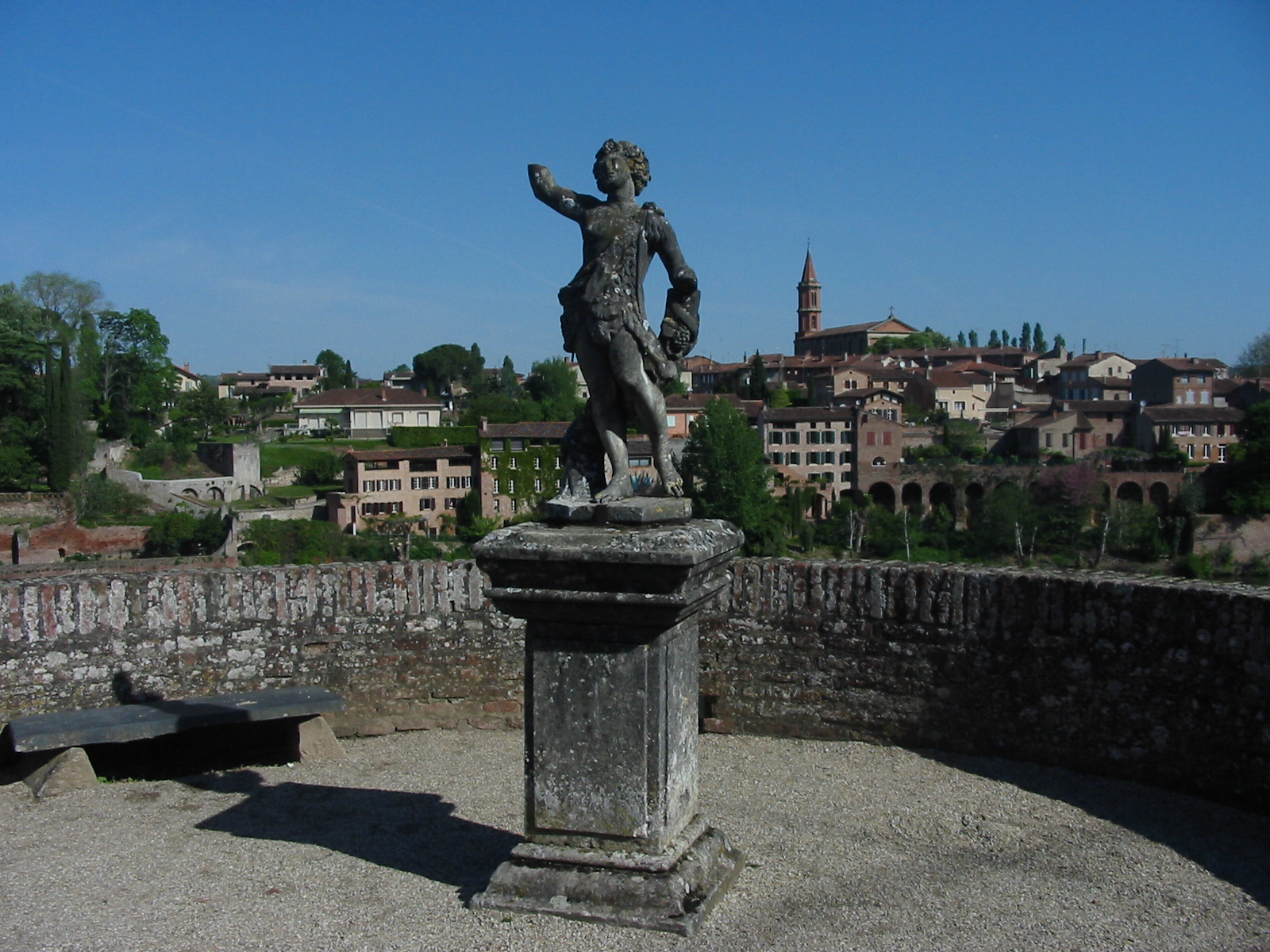
Статуя в палаці Бербі
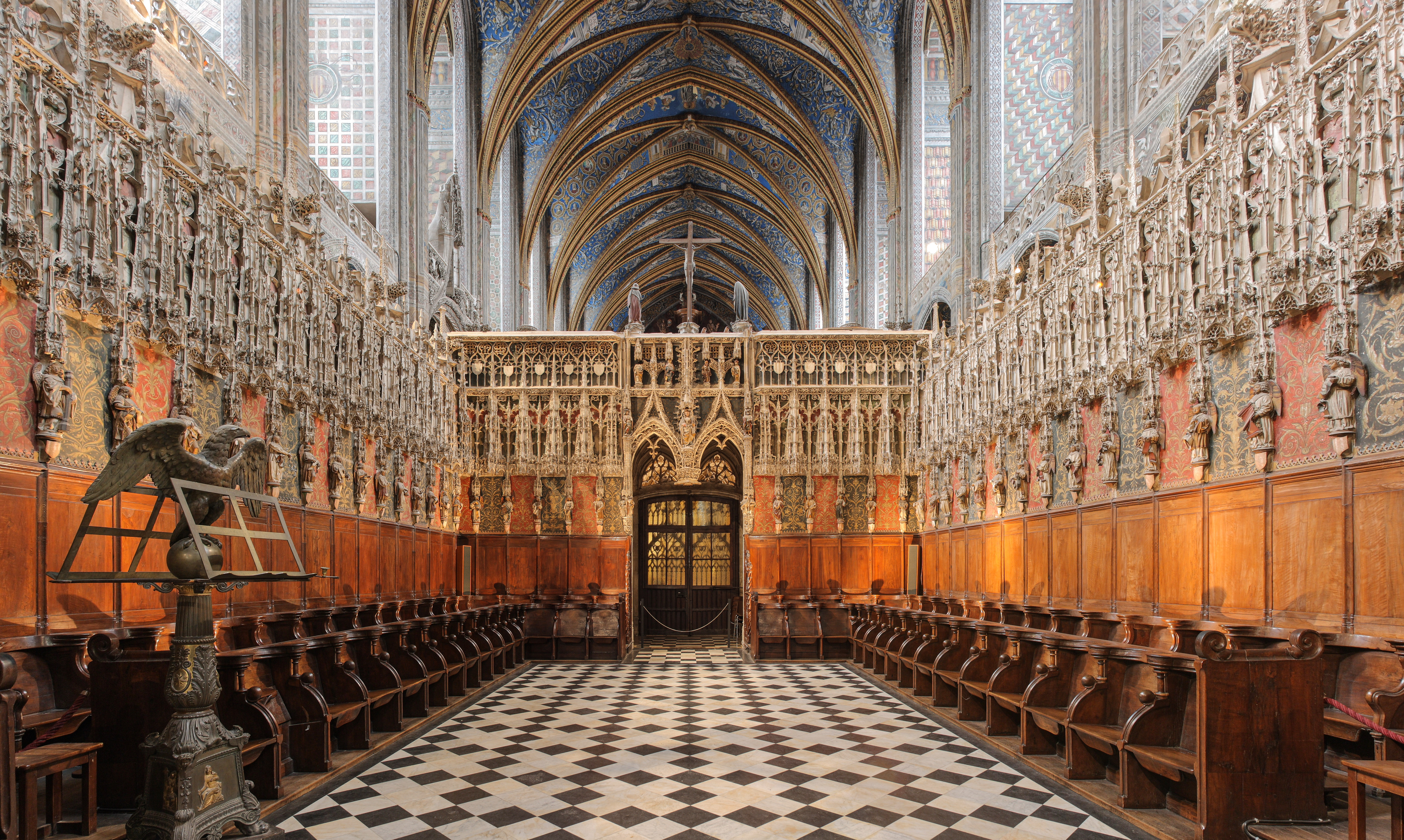
Собор Сент-Сесіль
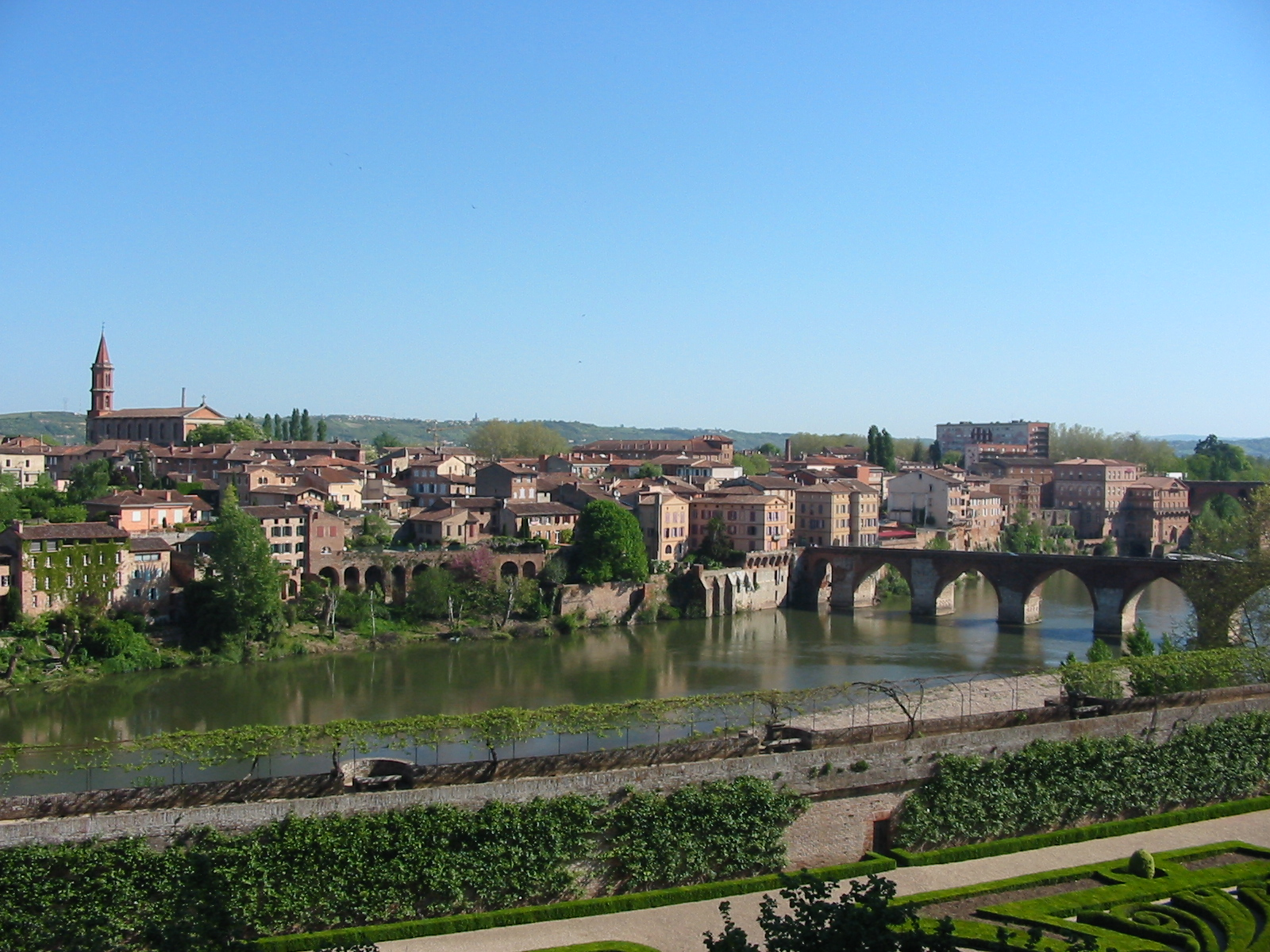
Старий міст
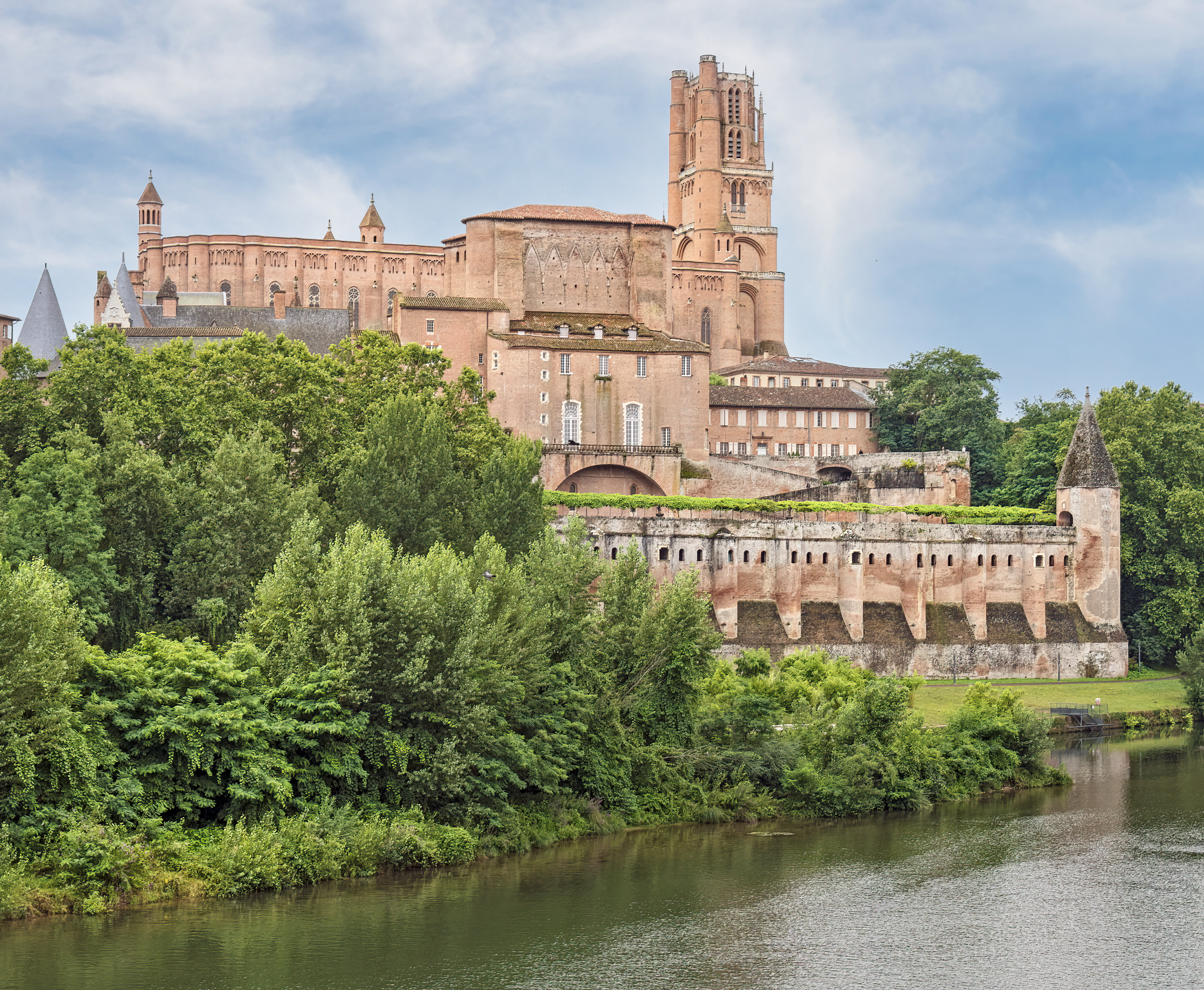
Палац Бербі й собор Сент-Сесіль
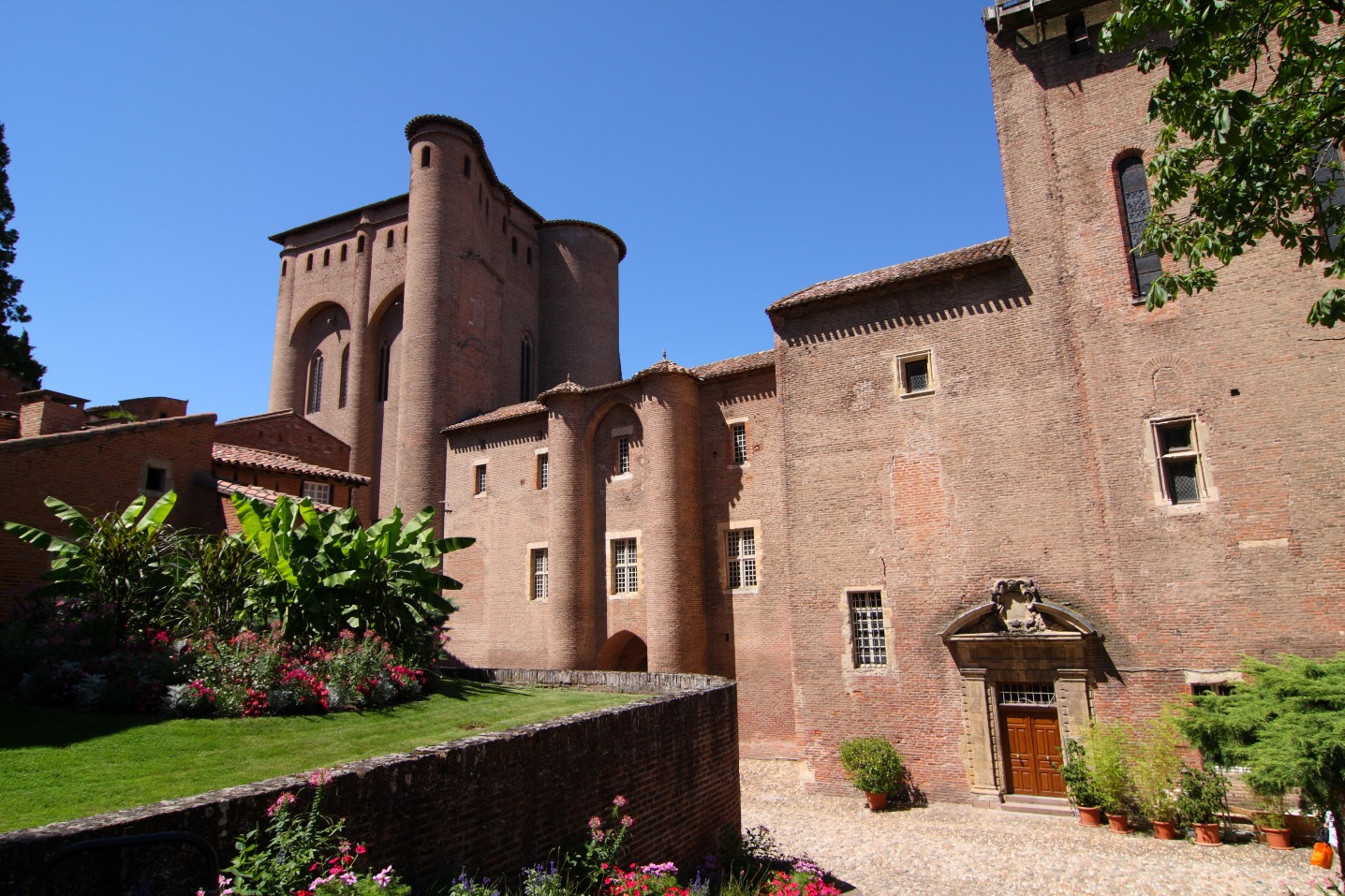
Палац Бербі
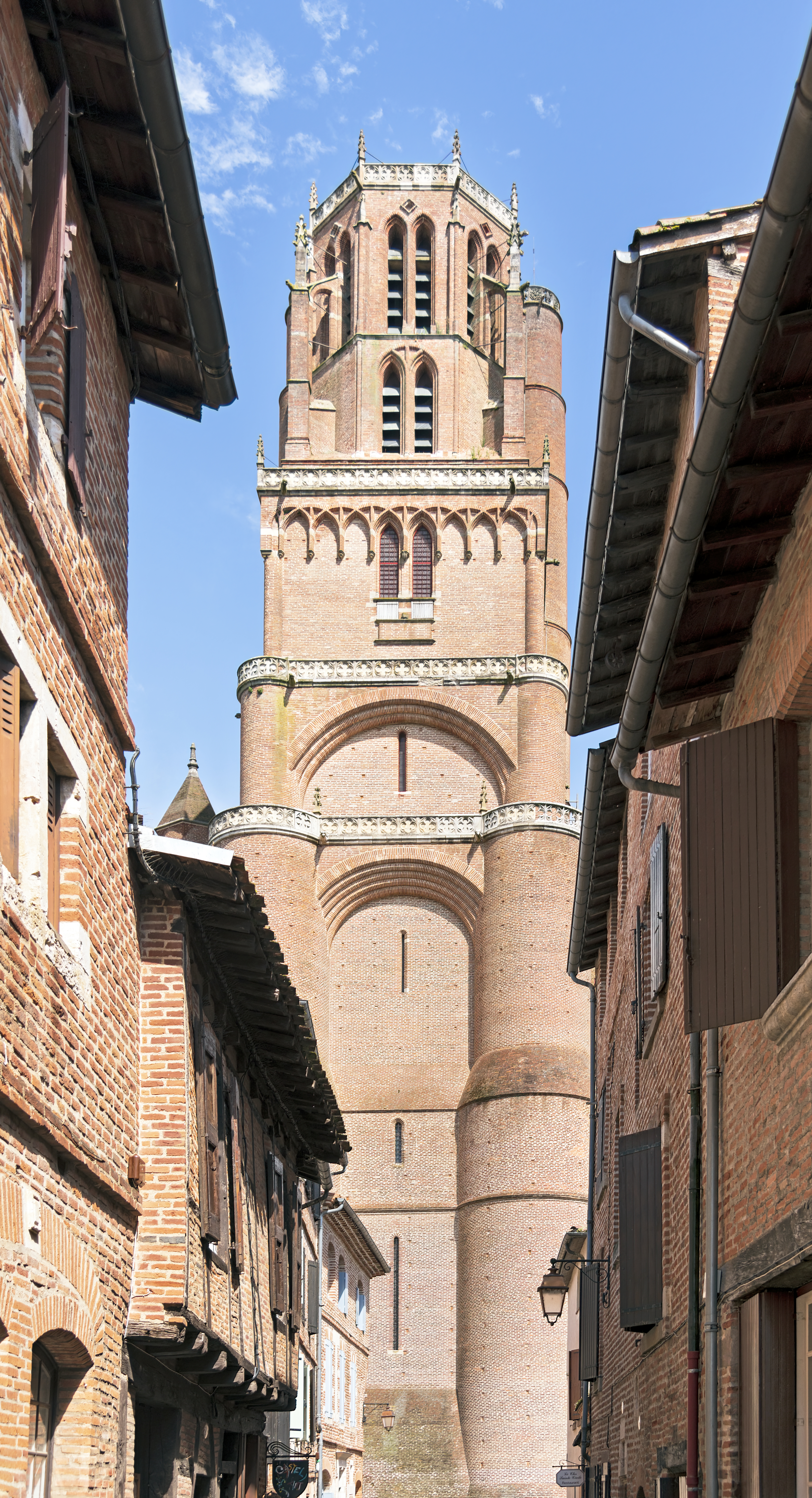
Дзвіниця собору Сен-Сесіль
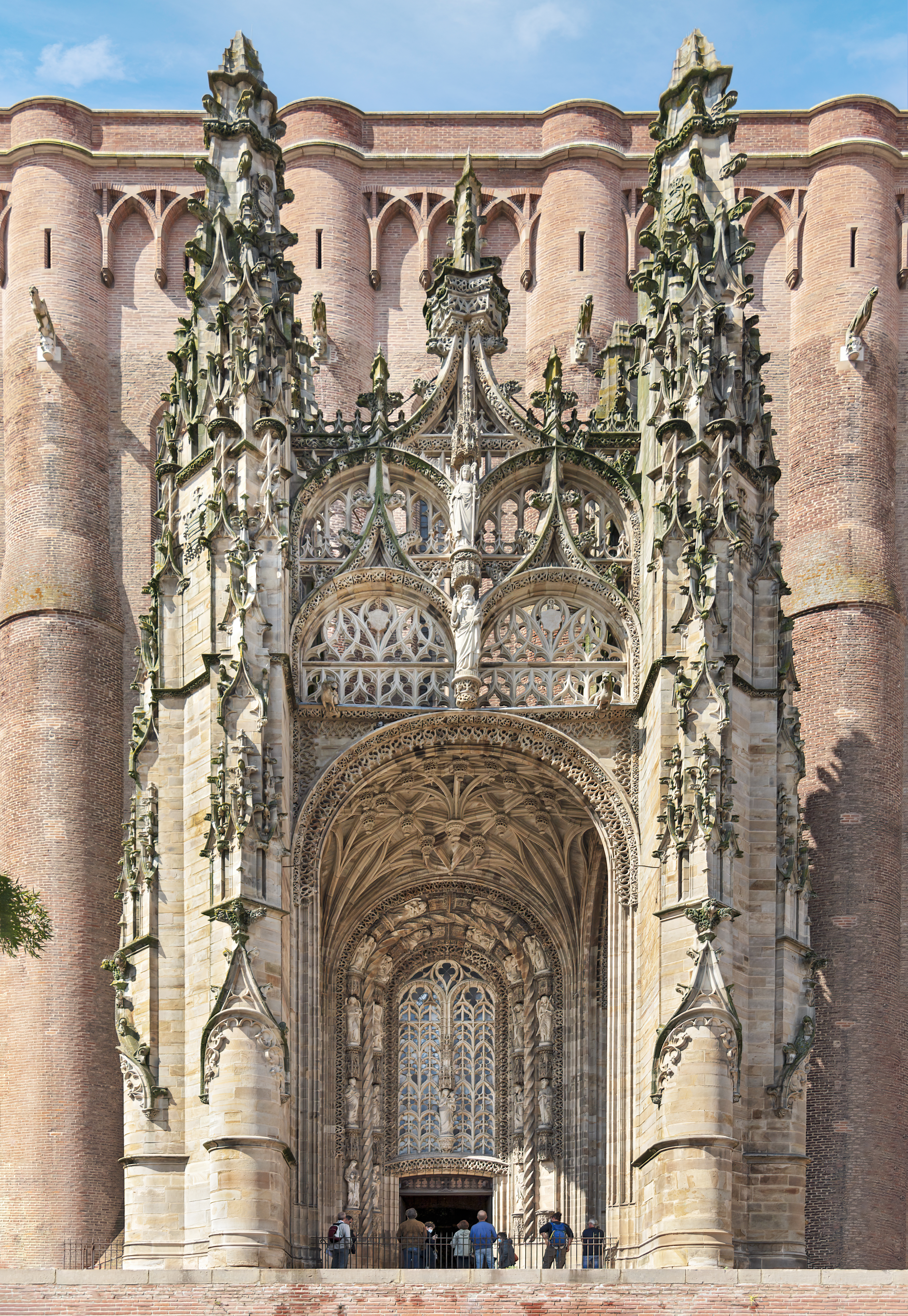
Портик собору